# 119-та окрема бригада територіальної оборони (Україна)
119-та окрема бригада територіальної оборони (119 ОБрТрО) — військове з'єднання Сил територіальної оборони України у Чернігівській області. Бригада перебуває у складі Регіонального управління «Північ» Сил ТрО.
Була створена у 2018 році як кадроване з'єднання. Після російського вторгнення 2022 року відмобілізована, підрозділи бригади вели бої у Чернігівські області, а потім під Соледаром і Бахмутом.

## Історія
29 березня 2018 року бригада була сформована шляхом переформування 43 загонів тероборони Чернігівської області, під час загального процесу переходу військ територіальної оборони на бригадну структуру. Це було зумовлене необхідністю поліпшення адміністрування й управління такої великої кількості окремих загонів сформованих у 2016 році. Перші бригадні навчання відбудуться на Гончарівському полігоні. Зі всієї області має з'їхатися 3700 військовозобов'язаних та близько 80 одиниць техніки. Військовий комісаріат встиг вже надіслати близько 5 тисяч повісток, з них майже 3300 чоловік погодилися пройти навчання. Резервісти за 2 тижні пройдуть військовий вишкіл.
Від початку російського вторгнення в Україну, з 24 лютого 2022 року до лав Територіальної оборони Чернігівської області вступили тисячі добровольців. 119 ОБрТрО відіграла значну роль в обороні Чернігова і Чернігівської області, зокрема в важких боях в Новоселівці, Шестовиці, Ягідному, Лукашівці, на околицях Чернігова.

### 163-й батальйон
163-й окремий батальйон територіальної оборони сформований у місті Ніжин, в/ч А7329.
25 лютого 2022 року новобранців 163-го батальйону бригади відправили до Чернігова, там вони вперше зіштовхнулися з російськими окупаційними військами. Підрозділ розмістився в районі Старої Подусівки на західній околиці Чернігова. Після обстрілів з боку росіян бійці батальйону висунулися до об'їзної в район сіл Старий Білоус та Новий Білоус, де проходили російські колони. 6 березня 2022 батальйон вирішили повернути до Ніжина, оскільки існувала загроза, що росіяни пройдуть до Ніжина з боку Прилук і захоплять Ніжинський аеродром.
Влітку 2022 року 163-й батальйон відправився в район Бахмута, де провів більше двох місяців. Після цього батальйон висунувся на оборону Соледара, за який точилися запеклі бої.
Наприкінці грудня 2022 року на Соледарському напрямку загинув Олександр Мацієвський — солдат роти вогневої підтримки 163-го батальйону, який був захоплений у полон і розстріляний росіянами після слів «Слава Україні!». Мацієвський посмертно був відзначений званням Героя України.

## Структура
- управління 119-ї ОБрТрО (Чернігів)
- 5-й батальйон[10]
- 162-й окремий батальйон територіальної оборони (Седнів Чернігівського району)[11]
- 163-й окремий батальйон територіальної оборони (Ніжин)[7]
- 164-й окремий батальйон територіальної оборони (Прилуки)[12]
- 165-й окремий батальйон територіальної оборони (Новгород-Сіверський)
- 166-й окремий батальйон територіальної оборони (Ріпки Чернігівського району)
- 167-й окремий батальйон територіальної оборони (Мена Корюківського району)[13]
- Інженерна рота
- рота контрдиверсійної боротьби
- рота матеріально-технічного забезпечення
- вузол зв'язку
- зенітний взвод

## Командування
- (2022) полковник Олексій Висоцький[14]
- (2024) полковник  Елмаддін Мамедов

## Втрати

### 2022
- 25 лютого 2022 — Гроза Ігор, старший солдат.
- [15]13 березня 2022— Химич Роман Михайович. Загинув під час оборони Чернігова, в результаті артобстрілу.
- 15 березня 2022 — Сидорець Микола Володимирович. Загинув під час масованого обстрілу блокпосту в районі села Іванівка Чернігівська область.[16]
- 30 грудня 2022 — Мацієвський Олександр Ігорович.

### 2023
- 9 січня 2023 — Ткаченко Анатолій Сергійович, капітан, командир мінометної батареї. Загинув в бою біля с. Парасковіївка Бахмутського району Донецької області.[17]
- 9 січня 2023 — Ключов Ярослав, старший солдат. Загинув поблизу села Парасковіївка Бахмутського району Донеччини внаслідок мінометного обстрілу.[18]
- 1 лютого 2023 — Пивовар Андрій Миколайович, номер обслуги кулеметного відділення.[19]
- 16 лютого 2023 — Геращенко Микола Миколайович. Поранений в районі смт Білогорівка, помер в лікарні м. Дніпра.[20]
- 8 березня 2023 — Клименко Юрій Володимирович, старший лейтенант, начальник групи цивільно-військового співробітництва. Помер в лікарні м. Дніпра внаслідок поранень, отриманих 28.02.2023 року під с. Серебрянка Бахмутського району Донецької області.[21]
- 13 березня 2023 — Комісаренко Сергій Володимирович, капітан. Загинув у бою поблизу смт Білогорівка Лисичанської міської громади Сєвєродонецького району Луганської області.[22]
- 31 липня 2023 — Потій Ігор Миколайович, солдат, гранатометник. Загинув внаслідок ДТП між населеними пунктами Іванівка та Тур'я Сновської громади.[23]

### 2024
- 17 лютого 2024 — Максименко Володимир Григорович, кулеметник. Загинув біля н.п. Білогорівка Сєвєродонецького району Луганської області внаслідок мінометного обстрілу.[24]
- 28 лютого 2024 — Федченко Олександр. Загинув під час обстрілу біля населеного пункту Сеньківка Чернігівської області.[25]
- 11 квітня 2024 — Конон Максим Сергійович, солдат, кулеметник. Загинув в районі села Побєда Мар'їнської громади.[26]
- 1 березня 2024 — Редкач Валентин Федорович, майстер-сержант. Загинув поблизу села Білогорівка.[27]
- 10 березня 2024 — Кошель Ігор Миколайович, старший солдат. Загинув в районі селища Білогорівка Сєвєродонецького району Луганської області.[28]
- 30 березня 2024 — Омеляненко Микола, солдат. Загинув в районі села Побєда Мар'їнської міської громади.[29]
- 21 травня 2024 — Семенцов Володимир. Загинув під час артилерійського обстрілу в районі біля селища Білогорівка Сєвєродонецького району Луганської області [30]
- 8 травня 2024 — Белік Валентин Федорович. Загинув під час оборони ДКУ в Чернігівській області, в результаті зіткнення з ДРГ РФ.
- 16 травня 2024 — Білик Тарас Анатолійович, солдат 167 ОБТрО. 15.06.1980 р.н. Загинув в районі села Побєда Мар'їнської міської громади.[29]
- 29 червня 2024 — Чендей Дмитро Іванович. 28 років, с. Новоселиця Тячівського району. Старший солдат [31][32]
- 16 липня 2024 — Леонтюк Валерій, солдат. Загинув поблизу села Чуйківка Сумської області внаслідок мінометного обстрілу.[33]

### 2025
- 11 липня 2025 - Євгеній Коваль, 18 листопада 1980 року. Загинув під час виконання бойового завдання поблизу населеного пункту Діброва Луганської області[34].